# Ilgaz
Ilgaz, abans Çankırı Koçhisarı, és una ciutat i districte de la província de Çankırı a Turquia. El 1950 la ciutat tenia 1.783 habitants i el districte (format per 76 pobles) 24.800 habitants.
Era una nahiye del sanjak de Kanghri (Čankiri des de 1923, modernament Çankırı) del wilayat d'Anadolu i des de 1864 del de Kastamonu. Està situada a la vall del Devrez (antic Devrek) a les muntanyes Ilgaz. Islamitzada pels danixmendites el 1075, va passar més tard als Isfendiyar-oğhlu o djandàrides de Kastamonu. Fou ocupada per Baiazet I el 1393. Els emirats turcmans foren restaurats per Tamerlà el 1402, i la ciutat no va tornar als otomans fins al 1451.